# 申國
申国是周代的一个诸侯国，姜姓，封爵为伯爵/侯爵。
申戎位于关中平原的北部，与西周首都镐京及犬戎相邻，世代与周联姻，是周的盟友。周宣王将其元舅（即最年长的母舅）申伯转封至南方南阳盆地防御楚国，申戎被分为西、南两部。
南部申国為申伯在古謝國舊地所建，故又稱謝國。春秋初期为楚文王吞并，其地被楚国设置为县。

## 疆域
南部申国在陈（今河南淮阳）、郑（今河南新郑）的南方。據《汉书·地理志》记载，申国的都城在南阳宛县（今河南南阳市），在冥厄（冥厄关，今湖北广水市和河南信阳县交界处）之北，淮水（淮河）之南。

## 历史
南部申国的肇始是周朝的申伯，申伯是周宣王的舅父。周宣王命召伯虎（召穆公）滅了古謝國（今河南省南阳市），为镇抚楚国等南方诸侯，於是命申伯在古謝國舊地建立申国，作为镇抚南方的军事重镇，從此南部申国又稱謝國。宣王还亲自前往郿（今陕西省眉县东北）为申伯践行，赐予车马及玉圭，申伯成为申国的开国君主，此事迹记载于《诗经·大雅·嵩高》中。
申国的封地是周王朝控制南方的门户重镇。宣王还派召伯虎去为申伯经营，彻取村社土地的一部分作为公田，还派遣近臣傅御把申伯的原有的臣屬、農民迁去，以便他迅速建立统治地位。
周幽王时，王后是申国申侯的女儿。幽王因褒姒的缘故废了王后以及太子宜臼而改立褒姒的儿子伯服为太子，使得申后的父亲申侯震怒。公元前771年，申侯联合缯国和犬戎一起进攻幽王，殺幽王於骊山之下。申侯、鲁侯和许文公在申国另立了周平王，也就是幽王的太子宜臼。庇护周平王的申国是被转封至南阳的申国还是留在故地的西申，学术界仍有争议。
《左传·隐公元年》记载，郑武公夫人娶自申国，为“武姜”。
楚国于春秋初年开始扩张，楚文王于公元前688年（鲁庄公六年）讨伐申国，据《左传》记载，讨伐途中经过邓国，邓祁侯说：“楚文王是我的外甥”，于是让他停在邓国，设宴款待他。騅甥，聃甥和養甥请求邓祁侯杀掉楚王，邓祁侯不许，于是三人说：“亡邓国者，必是此人。等到他灭了申国，再来灭邓国，就好像咬噬您的肚脐一样，再也来不及图谋应付了。要杀他，只有乘这个时候。”楚文王这次讨伐申国后陷入与邓国和巴国的战争，但这次伐申的结果不明。
《左传·哀公十七年》追溯了楚文王“实县申息”的功业。息国的灭亡至晚在公元前680年。因此，申国的灭亡在楚文王伐申之后，约在息国灭亡时间左右，大致在公元前688年至公元前680年。
申国被并入楚国后，成为楚国北方重要的县。城濮之战中，楚国令尹子玉并未率楚国全部主力出征，而是以申息两县的兵力为主。因此子玉战败，楚成王有言：“你若回国，申息两县的父老怎么办？”
公元前594年，楚庄王同意以申和吕两地部分土地作为子重的赏田。而当时楚国申县的长官巫臣劝谏，说申和吕是楚国北方边境重要的军事重地和兵源地，如果以申吕为赏田而不是楚王直辖，那么就丧失了这两地的军事功能，晋国和郑国就必然突破边境而攻击到楚国的腹地汉江流域。
公元前585年（鲁成公六年），晋国讨伐蔡国，楚国以申县、息县的兵力救蔡。晋国将领认为，此战胜利则仅仅是击败楚国的两個縣而已，成功沒甚麼了不起，但失败更为耻辱，因此主动撤退。顾颉刚指出，以申、息两县的兵力即足以和霸主之国晋国的军队周旋，可见申、息两县的富庶。
公元前529年，楚灵王死，楚平王立。当年楚灵王灭蔡国后，灵王将许国、胡国、沈国、道国、房国和申国迁徙至楚国境内，楚平王即位后使陈国和蔡国复国，而这些被迁徙的小国，也都復國。申国正在复国之列。

## 青铜器铭文记载
1980年代，河南省南阳市出土一批申国青铜器，其中包括仲爯父簋，其铭文经过李学勤释读有“南申伯”，并认为铭文在“申”前冠以“南”字可能是为了与“西申”相别，或在两周之际可能还有除申伯之国另外的申国存在，即《古本竹书纪年》所载之“西申”（“申侯之国”）。李学勤进一步推论，这位南申伯仲爯父就是《诗经·大雅·荡·崧高》中的“申伯”。:43—45

## 君主列表
- 申侯（为西申国），周孝王時期。
- 申伯，周宣王時期。
- 申侯，周幽王、周平王時期。
- 申公彭宇，春秋早期人。[參⁠ 18]
- 申伯諺多，春秋晚期人。[參⁠ 18]